# Stefan Dabruck

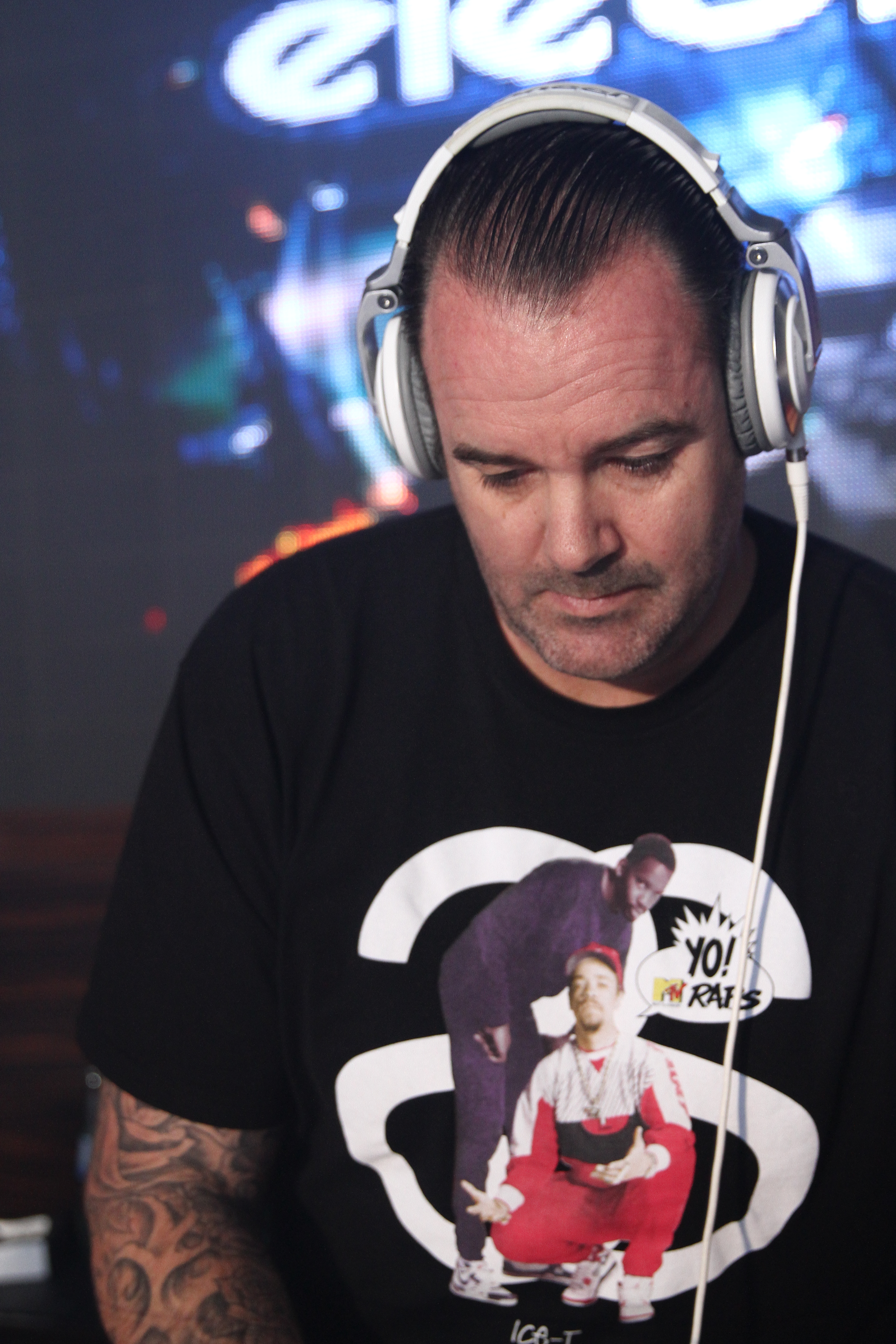
Stefan Dabruck (2014)

Stefan Dabruck (* 5. Februar 1975 in Hagen) ist ein deutscher Unternehmer, Künstlermanager, A&R-Manager, ehemaliger DJ und Mitbegründer des Produzententeams Junkx, der nach eigenen Angaben weltweit mehrere hundert Platin- und Gold-ausgezeichnete Platten hervorgebracht hat. Als Gründer der Firma Stefan Dabruck Management repräsentiert Dabruck unter anderem die Künstler Robin Schulz, Alle Farben und Hugel. Da seine Mutter die Patentante von Lena Oberdorf ist, vertritt er auch ihre Belange als Spielermanager.

## Werdegang
Dabruck wuchs im nordrhein-westfälischen Gevelsberg auf. Nach einer Ausbildung zum Speditionskaufmann fand er zur Musik.
1998 lernte er Frank Klein kennen. Anfänglich legten die beiden als DJs auf, 1999 begann Klein als A&R-Manager in der neu gegründeten Plattenfirma Superstar Recordings in Frankfurt und holte Dabruck als DJ-Promoter ins Boot. Gemeinsam bauten sie in den 2000er-Jahren ein europäisches Clublabel auf, das teilweise Vinylscheiben pro Jahr im sechsstelligen Bereich verkaufte. Zusammen mit Klein war Dabruck, inzwischen zum Head of A&R bei Superstar Recordings aufgestiegen, gleich mit einem ihrer ersten großen Signings, Panjabi MC, erfolgreich. In den Folgejahren signen sie um die zwanzig Top-10-Hits.
Daneben legten Dabruck & Klein weltweit auf, 2001 spielten sie in der Webster Hall in New York. 2008 gründeten sie zusammen mit Elmar Braun ihr erstes eigenes Label WEPLAY Music und nahmen Bob Sinclar, Axwell, Steve Angello, Sebastian Ingrosso, Laserkraft 3D oder Faul & Wad Ad und unter Vertrag, die mit Changes einen Nummer-1-Hit in Deutschland hatten. Bei der der folgenden Deep-House-Welle mischte WePlay durch Künstler wie Robin Schulz ganz vorne mit. Auch als Artist-Manager trat Stefan Dabruck nun verstärkt in den Vordergrund.
Parallel begann Dabruck 2004 damit, auch in die Musikproduktion einzusteigen. Zusammen mit einem Studiopartner in Frankfurt produzierte er Remixe für Nelly Furtado, Public Enemy und Lenny Kravitz ebenso wie David Guetta, Swedish House Mafia, Bob Sinclair oder Axwell.
2010 eröffnete Dabruck zusammen mit Dennis Bierbrodt, Jürgen Dohr und Guido Kramer sein erstes eigenes Studio, die Junkx Music Studios in Mülheim. Zunächst war Dabruck nur im administrativ Bereich tätig, seit 2016 ist er auch fester Bestandteil der Musikproduktion und produziert sowie schreibt auch an allen Liedern des Produzententeams mit. Seinen ersten Charterfolg mit Junkx feierte er im Mai 2016 mit der Autorenbeteiligung und Produktion zu Heatwave von Robin Schulz feat. Akon.
Durch die im November 2019 gegründete SDM Production GmbH arbeitet er international mit verschiedenen Produzententeams zusammen und betreut Studios in Nashville, Athen, Budapest und Baku.

## Projekte
Neben der Produktionssparte vereint SDM (Stefan Dabruck Management) weitere Tätigkeitsfelder unter einem Dach: Künstlermanagement (SDM GmbH & Co. KG, gegründet 2017) sowie Autoren- und Produzentenmanagement (SDM International GmbH & Co. KG, gegründet 2018), letzteres betreut durch das erste internationale Büro im amerikanischen Nashville.
Im Jahr 2019 erfolgte die Gründung des Plattenlabels Famouz. Die SDM International hielt 2019 Songwriting-Camps u. a. mit The Recording Academy (Ausrichter der Grammy Awards) und Weltstar-Producern wie Dr. Luke ab.
Stefan Dabruck ist zudem Dozent an der Belmont University in Nashville, wo er Seminare gibt und für Mai 2020 erstmals ein Study-Abroad-Programm für 15 Studenten in Deutschland realisieren will, unterstützt von Sony Music Germany und der Stadt Frankfurt. Die Umgebung dafür wird derzeit mit eigenen Studios in Frankfurt erschaffen, die ebenfalls im Mai 2020 eröffnen soll.